# 지옥에 떨어진 용감한 자들
《지옥에 떨어진 용감한 자들》(이탈리아어: La caduta degli dei, 독일어: Die Verdammten)은 1969년 개봉한 이탈리아, 서독의 역사 드라마 영화이다. 루키노 비스콘티가 감독과 공동각본을 맡았다.

## 출연

### 주연
- 더크 보가드

### 조연
- 잉그리드 서린
- 헬머 그리엄
- 헬무트 베르거
- 움베르토 오르시니
- 라인하드 콜드호프

## 기타
- 협력프로듀서: 피에트로 노타리아니
- 의상: 피에로 토시
- 의상: 베라 마조트